# Mary Sutherland
Mary Sutherland (4 de mayo de 1893 – 11 de marzo de 1955) fue una notable dasónoma y botánica neozelandesa, nacida en Londres, Inglaterra en 1893.

## Biografía

### Primeros años
Mary nació en Londres el 4 de mayo de 1893, de Nellie Miller y de David Sutherland, un fabricante de vinos medicinales.

### Educación
Fue educada en la Escuela Ciudad de Londres para Niñas y en el University College de Gales Del norte, Bangor, donde obtuvo un B.Sc. en silvicultura. Así, fue la primera mujer en el Reino Unido y el Imperio británico en completar un BSc en silvicultura.

### Carrera
Durante la Primera Guerra Mundial sirvió en el Ejército de Tierra Nacional Femenino de Gran Bretaña. Posteriormente fue supervisora forestal en fincas en Renfrewshire e Inverness-shire. También sirvió como ayudante oficial experimental con la Comisión Forestal Británica. En 1922, perdió su posición. Eso fue a raíz de reducciones en el gasto por la Comisión de Silvicultura británica, por recomendaciones de Eric Geddes del Comité de Gasto Nacional.
En 1921, Nueva Zelandia estableció un Servicio Forestal Estatal. Ese Servicio estaba bajo la dirección del forense entrenado en Canadá Leon MacIntosh Ellis. Sutherland se sintió atraída por Nueva Zelandia porque sentía que ofrecía condiciones forestales similares a las del Reino Unido. Emigró así a Nueva Zelanda, en 1924 y asistió a un curso introductorio, de tres semanas, para oficiales del Servicio de Bosque de Nueva Zelanda en Whakarewarewa. Durante ese curso Sutherland requirió permanecer en el hotel de Geyer en vez del campo con los otros guardabosques. Esa actitud resultó en un desincentivo financiero para que el Servicio Forestal enviara a Sutherland al campo. Sin embargo, a pesar de ello logró obtener un puesto permanente, en 1925, con el Servicio Forestal. Trabajó en las oficinas de Wellington; y, enRotorua para realizar trabajos de silvicultura.
En 1924, es miembro de la Asociación de Silvicultura del Imperio y nombrada miembro de la Sociedad de Forestadores de Gran Bretaña en 1928.
En 1929 emprendió una investigación para un trabajo titulado Un estudio microscópico de la estructura de las hojas del genus Pinus, el cual se publicó en Transactions & Proceedings del Instituto de Nueva Zelanda en 1933.
Durante los años 1933 a 1936 Nueva Zelanda padeció una depresión económica que resultó en severos ahorrod en el Servicio de Bosques.Esas reducciones incluyeron el área de especialidad de investigación de Sutherland. Ella fue despedida, y pasó esos años trabajando en el Museo Dominion en Wellington. Aun así, en 1936, sirvió en el Consejo de la Liga de Silvicultura de Nueva Zelandia. Sutherland permaneció en el Dominion Museo hasta 1946. Inicialmente trabajó empleada, y finalmente obtuvo una posición como botánica. En 1933, presentó un papel en el Pacific Congreso de Ciencia. En 1937, Sutherland regresó al Servicio de Bosques como botánica.
En 1927, fue cofundadora del Instituto de Nueva Zelanda de Forestadores (NZIF). Apoyó los objetivos y las actividades del instituto, sirviendo como concejera en 1935; y, vicepresidenta entre 1940 a 1941. Su diseño de una ramita de fructificación rimu fue votado para el sello oficial de NZIF.
En 1946, fue secundada en el Departamento de Agricultura como agente de silvicultura. Mientras en esa nueva posición, empezó su trabajo pionero en silvicultura agrícola. Estuvo a cargo de la distribución de las plantaciones en la Estación de Investigación de Riego del Departamento Winchmore; y, la Estación de Investigación Agrícola de Invermay. Entre 1947 y 1949 publicó una serie significativa de artículos en la Revista de Nueva Zelanda de Agricultura sobre las ventajas a ser obtenidas cuando se plantan árboles en granjas. Esos artículos formaron la base para el Boletín de 1951 del Departamento de Agricultura sobre siembras en granjas familiares. En 1950, contribuyó al capítulo, Vegetación Nativa, de la publicación del Departamento de Agricultura Farming in New Zealand.

### Deceso
Su carrera se cortó cuando se enfermó durante trabajos a campo en Central Otago durante 1954. Mary falleció en Wellington el 11 de marzo de 1955.

## Tributos
La contribución de Sutherland a la silvicultura se conmemora cada año con la presentación del Galardón Mary Sutherland concedido a un miembro estudiantil del Instituto de Nueva Zelanda de Forestadores.